# Fittkauimyia olivacea
Fittkauimyia olivacea är en tvåvingeart som beskrevs av Niitsuma 2004. Fittkauimyia olivacea ingår i släktet Fittkauimyia och familjen fjädermyggor. Inga underarter finns listade i Catalogue of Life.